# Walter og Carlo - yes, det er far
Walter og Carlo – yes, det er far er en dansk komediefilm fra 1986, instrueret af John Hilbard og med Jarl Friis-Mikkelsen og Ole Stephensen i rollerne som Walter og Carlo. Det er den anden film i Walter og Carlo-serien.

## Handling
Den pæne Walter og hans brovtende ven Carlo, som man har mødt i "Walter og Carlo - op på fars hat" (1985), er her på nye eventyr. Denne gang rodes de ind i en affære om fattige folkepensionister, der smugler kaffe fra Sverige til Danmark.

## Eksterne Henvisninger
- Walter og Carlo - yes, det er far på Internet Movie Database (engelsk)
- Walter og Carlo - yes, det er far på Filmdatabasen
- Walter og Carlo - yes, det er far på danskefilm.dk
- Walter og Carlo - yes, det er far på danskfilmogtv.dk
- Walter og Carlo - yes, det er far på Scope
- Walter og Carlo - yes, det er far på AllMovie (engelsk)
- Walter og Carlo - yes, det er far på Turner Classic Movies (engelsk)
- Walter og Carlo - yes, det er far på The Movie Database (engelsk)